# Černý Štolpich
Černý Štolpich, někdy zvaný též Velký Štolpich  nebo Velký Sloupský potok, je vodní tok tekoucí na severu České republiky, ve Frýdlantském výběžku Libereckého kraje. Pramení na východním svahu Holubníku na severní straně Jizerských hor. Odtud po cca jednom kilometru toku jeho vody prudce padají do skalnaté rokle mezi Krásnou Maří a Ořešníkem. Výškový rozdíl 400 metrů překonává potok na vzdálenosti tří kilometrů. Na počátku tohoto úseku se nachází vysoký vodopád, jenž několika stupni překonává výšku 30 metrů. I v další části této pasáže se nachází v balvanitém korytě několik vodopádů a peřejí. Následně vodní tok i nadále pokračuje severozápadním směrem až k Ferdinandovu, do něhož vstupuje u domu čp. 302. Vesnicí protéká udržujíc si neustále severozápadní směr, až na západní straně vrchu Na Chatkách se stéká s Bílým Štolpichem, čímž vzniká Sloupský potok.